# Juan van der Hamen y León
Juan van der Hamen i León (Madrid, 8 d'abril de 1596 (baptisme) - 28 de març de 1631), pintor barroc espanyol de l'anomenat Segle d'Or, va ser reconegut especialment pels seus bodegons i gerros, si bé va practicar també la pintura religiosa, el paisatge i el retrat. Pintor versàtil, influït tant per Juan Sánchez Cotán com pel flamenc Frans Snyders en la concepció dels seus primers bodegons, i ben relacionat amb els ambients cultes de Madrid, va adoptar aviat el naturalisme que arribava d'Itàlia.
Al Museu Nacional d'Art de Catalunya es conserva una obra seva, provinent del Llegat de Domènec Teixidó de 1961.